# Weelsby (parish)
Weelsby var en civil parish från 1894 till 1968 då den blev en del av Grimsby, New Waltham och Humberston, i grevskapet Lincolnshire, i England. Civil parish var belägen 3 km från Grimsby och hade 54 invånare år 1931.